# Bel Air (Los Angeles)

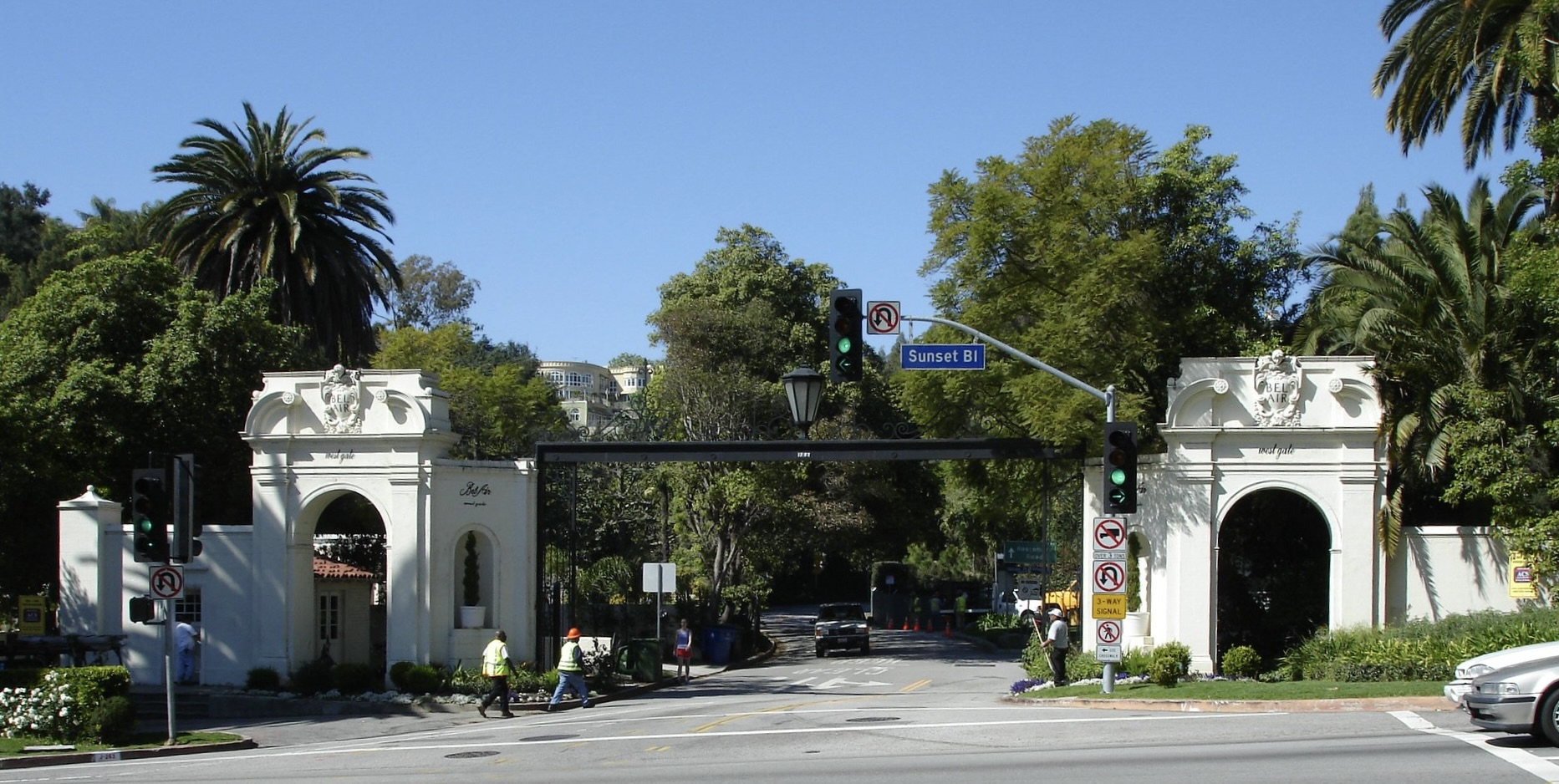
Das Bel Air West Gate am Sunset Boulevard

Bel Air ist ein Stadtteil von Los Angeles, der 1923 von Alphonzo Bell gegründet wurde. Das Gebiet grenzt im Osten an Beverly Crest (getrennt durch den Beverly Glen Blvd), im Westen an Brentwood (San Diego Freeway), im Süden an Westwood und den Campus der Universität von Kalifornien (Sunset Boulevard).
Einige Ausläufer der Santa Monica Mountains gehören ebenfalls zu Bel Air.
Bel Air ist als Nobelwohngegend bekannt, in der viele Berühmtheiten ihre Villen haben. Daher wird es oft auch als Teil des Platin-Dreiecks (zusammen mit Beverly Hills und Holmby Hills) bezeichnet. Die Gegend von Bel Air ist touristisch kaum interessant. Obwohl das Gebiet an sich frei zugänglich ist, wird die Bewegungsfreiheit durch die Wachdienste der Privathäuser eingeschränkt.
Das hohe Einkommen der Bewohner führt zu einer lockeren Bebauung mit relativ großen Grundstücken. Dies wird durch die hügelige Landschaft begünstigt, welche häufig zu Lücken zwischen den bebaubaren Flächen führt.
Die fiktiven Familien der populären Fernsehserien Der Prinz von Bel Air und Hart aber herzlich leben in dieser Gegend. Außerdem wohnte der ehemalige US-Präsident Ronald Reagan mit seiner Frau, der ehemaligen First Lady Nancy Reagan, in Bel Air. Am 5. Juni 2004 starb er dort, seine Frau starb am 6. März 2016.

## Demographie
Im Jahr 2009 betrug die Zahl der Bewohner von Bel Air 8.253. Diese leben auf einer Fläche von 15,5 km² und sind im Durchschnitt 46 Jahre alt. Ein mittelgroßer Haushalt hat durchschnittlich ein jährliches Einkommen von 207.938 US-Dollar. Die Hälfte aller Haushalte verfügt über mindestens 125.000 US-Dollar im Jahr. Die Bevölkerung von Bel Air besitzt größtenteils Eigenheime. Etwa 14,5 % wohnen in Mietwohnungen.

## Persönlichkeiten
Unter anderem folgende Personen wohnen oder wohnten in Bel Air:
- Jennifer Aniston, Schauspielerin[2]
- Frédéric von Anhalt, Adoptierter[3]
- Beyoncé, Sängerin[4]
- Nicolas Cage, Schauspieler[5]
- Clint Eastwood, Schauspieler[6]
- Zsa Zsa Gabor, Schauspielerin[3]
- Alfred Hitchcock, Regisseur[7]
- Jay-Z, Rapper[4]
- Tom Kaulitz, Musiker[4]
- Heidi Klum, Model[4]
- Steven Mnuchin, Banker und früherer US-Finanzminister[8]
- Philipp Plein, Modedesigner[9]
- Ronald Reagan, Schauspieler und 40. Präsident der Vereinigten Staaten[10]
- Elizabeth Taylor, Schauspielerin[11]
- The Weeknd, Sänger[12]
- Reese Witherspoon, Schauspielerin[13]